# Ilias Akhomach
Ilias Akhomach (em árabe: إلياس آخوماش; Els Hostalets de Pierola, 16 de abril de 2004) é um futebolista marroquino que atua como lateral-direito. Atualmente joga pelo Villarreal.

## Carreira nos clubes
Nascido em Els Hostalets de Pierola, Barcelona, Catalunha, Akhomach fez sua estreia pelo FC Barcelona B em 7 de novembro de 2020, começando em uma derrota por 1 a 0 fora de casa para o FC Andorra na Segunda Divisão B. Ele foi substituído por Nils Mortimer aos 63 minutos.
Em 20 de novembro de 2021, ele foi selecionado para a escalação inicial do primeiro time, para o primeiro jogo de Xavi como técnico do FC Barcelona, um clássico da La Liga contra o RCD Espanyol. Em uma disputa tensa no Camp Nou após a saída de Ronald Koeman, ele ajudou seu time a vencer por 1 a 0, embora tenha sido substituído no início do segundo tempo para dar lugar ao seu companheiro de ponta do Barcelona B, Abde Ezzalzouli.
Em 20 de maio de 2023, foi anunciado que Akhomach não renovaria seu contrato com o Barça e se tornaria um agente livre quando seu contrato expirasse em 30 de junho de 2023.
Em 3 de julho de 2023, Akhomach assinou um contrato de quatro anos com o Villarreal CF, sendo inicialmente designado para as reservas na Segunda Divisão. Em 14 de dezembro, ele marcou seu primeiro gol na vitória por 3 a 2 fora de casa sobre o Stade Rennais na Liga Europa. Em 27 de janeiro de 2024, ele marcou seu primeiro gol na La Liga na vitória por 5 a 3 fora de casa sobre seu antigo clube, o Barcelona.

## Carreira internacional
Nascido na Espanha, Akhomach é descendente de marroquinos. Ele é internacional pelas seleções juvenis da Espanha. Ele também jogou pela seleção nacional sub-15 do Marrocos e venceu o campeonato norte-africano sub-15 em 2018.
Akhomach mudou para a seleção nacional sub-23 do Marrocos em novembro de 2023. Ele estreou em uma derrota amistosa por 3 a 0 para a Dinamarca Sub-21 em 16 de novembro de 2023.
Akhomach estreou-se pela seleção principal de Marrocos a 22 de março de 2024, num amistoso frente a Angola.

## Títulos
Marrocos sub-23
- Jogos Olímpicos: 2024 (medalha de bronze)[17]